# 蒭藁二
鯨魚座77，又名BD-08 484，HD 16074、SAO 129984、HR 752，是鯨魚座的一颗恒星，视星等为5.75，位于銀經179.49，銀緯-58.87，其B1900.0坐标为赤經2h 29m 46.5s，赤緯-8° -58.87′ 46″。